# Аклан
11°40′ пн. ш. 122°20′ сх. д. / 11.667° пн. ш. 122.333° сх. д.
Аклан — провінція Філіппін, розташована в регіоні Західні Вісаї. Столицею провінції є муніципалітет Калібо. Провінція розташована в північно-західній частині острова Панай, межує на південному заході з провінцією Антіке, на сході — з провінцією Капіз. З півночі омивається морем Сібуян.
Провінція займає площу 1 821 км², а також включає в себе острів Боракай. Аклан вирізняється високою географічною різноманітністю, включаючи білі піщані пляжі, мангрові ліси та гірські ландшафти.
Адміністративно провінція Аклан поділяється на 17 муніципалітетів.
Населення провінції згідно перепису 2015 року складало 574 823 осіб. Більшість населення католики.
Основою економіки провінції є сільське господарство.